# Arlington (Géorgie)
Pour les articles homonymes, voir Arlington.
Arlington est une ville américaine située dans les comtés de Calhoun et d'Early, en Géorgie. Selon le recensement de 2020, sa population est de 1 209 habitants.